# Fryderyk Scherfke
Friedrich Egon Scherfke, en polonès Fryderyk Egon Scherfke, (Posen, 7 de setembre de 1909 - Bad Soden, 15 de setembre de 1983) fou un futbolista polonès-alemany de la dècada de 1930.
La major part de la seva carrera la passà al Warta Poznań, amb qui guanyà la lliga el 1929. Fou internacional amb la selecció de Polònia, amb la qual disputà 12 partits i participà en el Mundial de 1938. Després de la invasió alemanya, passà a aquest país, jugant pel recent creat club 1. FC Posen, que més tard esdevingué Luftwaffen Sportverein Posen.